# アンナ・アフマートヴァ

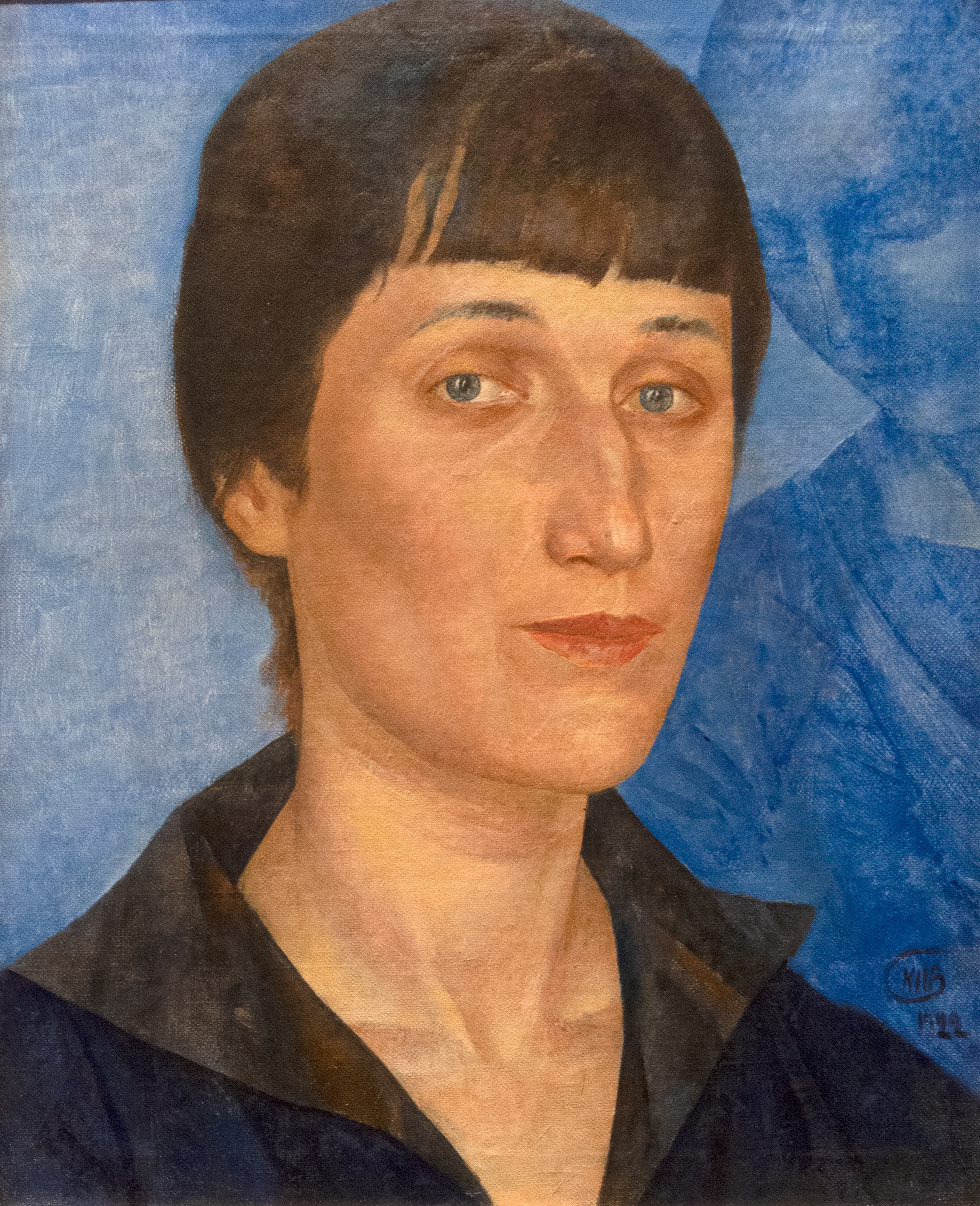
アフマートヴァ（1922年）
(画)クジマ・ペトロフ＝ヴォートキン

アンナ・アンドレエヴナ・アフマートヴァ（1889年6月23日(ユリウス暦6月11日) - 1966年3月5日、ロシア語: А́нна Андре́евна Ахма́това、ウクライナ語: А́нна Андрі́ївна Ахма́това (Го́ренко) Ánna Andríjivna Achmátova (Hórenko)）、本名アンナ・アンドレーイェヴナ・ゴレーンコ（ロシア語: А́нна Андре́евна Горе́нко）は、ロシアの詩人。オシップ・マンデリシュタームとともに20世紀前期から中期のロシアを代表する詩人である。19世紀末からロシア詩壇の主流となっていた象徴主義に依らず、厳密な言語の使用を提唱したアクメイズムと呼ばれる文学運動の主導者としてサンクトペテルブルクを中心に活動した。アフマートヴァの作品は初期の叙情的な短詩から後期のスターリン政権下で圧制に喘ぐすべての人を代弁した普遍的な作品まで幅広く、特に後者には、スターリンによる大粛清の犠牲者に捧げたため長らく封印された連作長詩『レクイエム』などがある。

## 生涯

### 前半生
1889年6月23日、アンナ・アフマートヴァはオデッサ近郊のボリショイ・フォンタン（Bolshoy Fontan）で、海軍技師であった父アンドレイ・ゴレーンコと母インナ・エラーゾヴナのあいだに生まれた。5人兄弟で、兄と姉、弟と妹がそれぞれ一人ずついた。アンナが生まれた翌年、家族は父の退官を機にサンクトペテルブルクへ移住するが、1905年に両親が離婚して厳格な父のもとで過ごした彼女の幼少期はあまり幸福なものではなかった。はじめツァールスコエ・セローで、のちにキエフとサンクトペテルブルクのスモーリヌイ修道院で教育を受ける。ラシーヌ、プーシキン、バラトゥインスキーといった詩人の影響を受けながらアンナが詩を書き始めたのは11歳のころである。父アンドレイは娘の詩をデカダンの潮流に染まったものとみなして嫌悪しており、彼女の詩に自分の姓が印刷されるのを芳しくないことと考えていたため、彼女は曾祖母の姓アフマートヴァ（タタール人の伝説上の王女の名でもある）をペンネームとして用いることとした。
1910年4月25日、アフマートヴァは3歳年上でアフマートヴァと同じくアクメイストの詩人であるニコライ・グミリョーフ（Nikolay Gumilyov）と結婚した。二人が知り合ったのは1903年、ツァールスコエ・セローへ通う中学生時代のことである。どことなくあどけなさの残るグミリョーフの熱烈な求婚をアンナははじめのうち本気にせず毎度斥けていたため、絶望したグミリョーフが自殺未遂まで引き起し、アンナが折れる形で結婚に至ったのである。新婚旅行で訪れたパリでは、アメデオ・モディリアーニと知り合って16枚のデッサンのモデルをつとめたが、ロシア革命前後の混乱により2枚を残して散逸した。新婚旅行から戻ってまもなくグミリョーフはアンナを残して一人アフリカへ旅立つ。置き去りにされたアンナは、恋人を失う悲哀をテーマとし、のちに第一詩集『夕べ』に収録されることとなる詩の制作に没頭することとなる。

### 文壇進出
1912年、彼女はペテルブルクで第一詩集『夕べ』を出版した。初版の発行部数はわずか300部にすぎなかったが、はかない愛を失った女の悲哀を詠った集中の抒情的な詩篇は、ロバート・ブラウニングやトーマス・ハーディを思わせるような簡潔かつ精神的で緊密な構成をもつものであり、古典的な発音や効果的な細部、色彩の巧みさなどは広く詩壇から絶賛された。マンデリシュタームは、その緊迫感にあふれた表現手法の源泉としてトルストイやツルゲーネフ、ドストエフスキーらの心理的散文を挙げている。
夫グミリョーフとともに、アフマートヴァの詩はアクメイストの詩人たちのあいだで好評を博した。その高貴な作風や芸術的完成度の高さにより、彼女は「ネヴァの女王」、「銀の時代の魂」などの異名を授けられた（「銀の時代」については次節を参照）。当時の詩壇や美術界を代表する前衛芸術家たちの溜まり場となっていたカフェ「野良犬」では、大勢の詩人たちが競ってアフマートヴァに捧げた自作の詩を朗読してみせた。数十年後にプーシキンの『エヴゲニー・オネーギン』に触発されて書いた畢生の大作『ヒーローのない叙事詩』でも、人生の最も幸福であったこの時期のことが回想されており、その第1章は「1913年」と題されている。

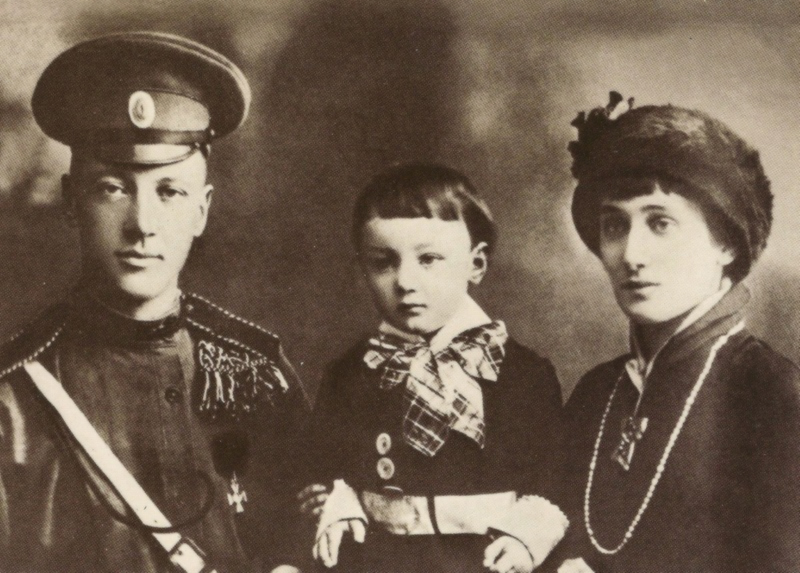
ニコライ・グミリョーフ、レフ、アンナ

二人のあいだには1912年4月、『夕べ』の刊行直後に息子レフ・グミリョーフ（Lev Gumilev）が生まれている（この息子はのちにネオ・ユーラシアニズムの歴史家として広く知られるようになる）が、グミリョーフは妻子を置いて再び一人でアフリカへと旅立ってゆき、家庭は事実上すでに崩壊していた。新進気鋭の詩人として栄光に包まれていたこの時期は、アフマートヴァとグミリョーフの関係に破局の兆しが見えはじめた時期でもあったのである。そもそも、グミリョーフにとってアンナはあくまで自らの情熱をかき立てるミューズのような存在であり、彼女の書いた詩そのものを高く評価してはいなかったと見られる節さえある（アレクサンドル・ブローク（Alexander Blok）が彼の詩よりもアフマートヴァの詩の方を高く買っていると言い放ったときには愕然としたというエピソードも残っている）。

### 銀の時代とアクメイズム

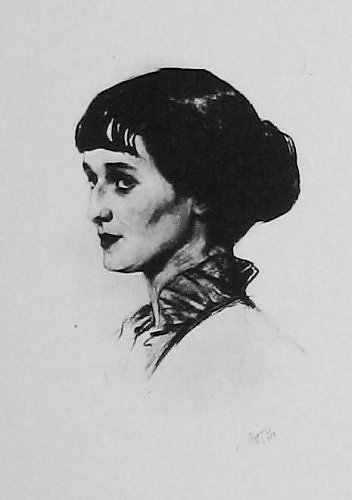
1914年のアフマートヴァ

アフマートヴァが文壇に躍り出たのは、ロシア文学史において「銀の時代」と呼ばれる時期であった。20世紀前半のロシア文学にその名がついたのは、19世紀ロシア文学を「金の時代」と呼ぶこととの対比による。1800年代初頭にプーシキンやレールモントフ、チュッチェフといった優れた詩人が登場し（詩の黄金時代）、ついで中葉にゴーゴリ、トルストイ、ドストエフスキー、ツルゲーネフ、ゴンチャロフら錚々たる大作家を輩出したこの時代（小説の黄金時代）に「金」の語が冠されることに異論の余地はない。しかし、1880年代以降これらの大作家が次々と世を去ると（トルストイは存命ながら小説の執筆は辞めていた）、小説・戯曲の分野にはかろうじてチェーホフが残っていたものの、詩の分野は一時期完全に停滞してしまう。
しかし20世紀の幕開けとともに象徴主義の詩人たち（フョードル・ソログープ（Fyodor Sologub）、アンドレイ・ベールイ（Andrei Bely）、ブローク他）が相次いで登場し、ロシア革命を間近に控えた1910年代初めごろから革命後の1920年代にかけてさまざまなモダニズム的傾向をもった文学運動がほぼ時を同じくして一斉に湧き起こる。これがロシア文学の「銀の時代」であり、その後生まれたフォルマリズムや、絵画や彫刻、演劇、映画などといった他ジャンルでやはり同時多発的に起きた前衛的な運動の総称である「ロシア・アヴァンギャルド」までを含む。「銀の時代」の文学運動として代表的なものには象徴主義の他に未来派（フレーブニコフ（Velimir Khlebnikov）、マヤコフスキー他）やイマジニズム（エセーニン（Sergei Yesenin）他）などがあり、マンデリシュタームやアフマートヴァ、グミリョーフに代表されるアクメイズムもそのひとつである。
アクメイズムは、雑誌『アポロン』を中心に活躍していた若い後期象徴主義の詩人たちが結成したグループ「詩人組合」（"Цех поэтов"）をその母体とする。1911年ごろの象徴主義詩人たちはヴャチェスラフ・イワーノフ（Vyacheslav Ivanov）を中心的な指導者として神秘主義やオカルティズムの傾向を強めていた。これに対してマンデリシュターム、アフマートヴァ、グミリョーフらの他にゴロデツキー（Sergei Gorodetsky）、ナルブト（Vladimir Narbut）、ギッピウス（Zinaida Gippius）、ロジンスキー（Mikhail Lozinsky）、クズミン（Mikhail Kuzmin）、ゼンケビチ（M.A.Zenkevich）、サドフスキー（B.A.Sadovskii）といった若手詩人15名が反旗を翻し、現実的かつ具象的な言語表現による明晰さと厳密さの追求を目的として結成したサークルが「詩人組合」である。「人が薔薇を愛するのは、それが神秘的な純粋さの象徴だからではなく、それが美しいからだ」と彼らは宣言した。詩人組合発足後まもないころの会合で提唱された「アクメイズム」の名は、「頂点＝完璧さ」を意味するギリシア語「アクメ」から取られたものである。
神秘主義の袋小路へ陥っていた象徴主義への反発によって生れたことから、アクメイストたちは明瞭で地に根差した世界観とその表現を古典作家たちから学び、みずからの基礎に据えるべきことを主張した。彼らが自分たちの先達として名を挙げた詩人には、シェイクスピア、ラブレー、ヴィヨン、テオフィル・ゴーティエなどがいる。そのためアクメイズムは新古典派としての側面と、象徴主義をも（その遺産を受け継ぎながら）克服してゆこうとする最前衛としての側面をあわせもつこととなった。この特徴はアクメイズムの性格を最もよく表すものだが、彼らに少し遅れて登場したマヤコフスキーやフレーブニコフの未来派からは恰好の標的とされた。古典的な詩作法の一切を拒絶して文法や意味を逸脱させ、「ザーウミ」（超意味言語）と呼ばれる新造語を駆使するなどのラディカルな運動を展開した未来派詩人たちにとって、アクメイズムは古典や象徴主義といった葬り去るべき過去の遺物と同類だったのである。
アクメイストたちを攻撃したのは未来派や決裂した象徴主義者たちばかりではなかった。やがてロシアでは革命が勃発するが、これを「僕の革命」と呼んだマヤコフスキーにとってだけでなく、多くの芸術家たちにとってこの政治的革命は芸術的革命と軌を一にするものであった。あらゆるジャンルで世界の最先端を行く前衛芸術の成果が生まれ、その波は最高潮に達した。しかし、レーニンの死後スターリンが独裁政権を敷いたころから、芸術家たちはのちのいわゆる社会主義リアリズムへ向けて囲い込まれ、活動を制限されてゆく。党の言いなりになってプロパガンダを書くか、亡命するか、沈黙を守るか、あくまでも自分の芸術的良心にしたがうことで投獄ないし処刑されるか、それ以外の選択肢がなくなっていったのである。アクメイストたちは退廃的・反革命的であるとの非難を受け、マンデリシュタームはシベリアへ流刑となり、夫グミリョーフは処刑された。アフマートヴァ自身も長い沈黙を余儀なくされ、運動としてのアクメイズムは1920年代には消滅する（皮肉なことに、彼らを激しく攻撃したマヤコフスキーもまた秘密警察による厳しい監視下で自殺に追い込まれた）。ロシア本国においてアクメイストの詩人たちに対する再評価の機運が高まるのはペレストロイカ後のこととなる。

### 革命後の逼迫
1914年に第二詩集『数珠』を刊行。『夕べ』と同じく愛の喪失をテーマとしながら、その悲哀を克服せんとする方向へ変化を見せはじめたこの詩集は、大絶賛された『夕べ』をもしのぐ成功を収めた。同年に自伝的長詩『海のほとりで』を発表するころには、アフマートヴァに続けといわんばかりに何千人もの女性が詩を書きはじめていた。「アフマートヴァ以前」と「アフマートヴァ以降」を截然と分けるメルクマール的な役割を果たしたといえる。彼女の初期詩篇は、最も痛切で微妙な関係に立ち至った男女の姿を描き出すものが多い。これらは多くの模倣者を生み、のちにナボコフらによるパロディをも生んだ。アフマートヴァは「私は多くの女たちに語る方法を教えたけれど、あの人たちを黙らせる方法だけは分からない」と嘆息せずにはいられなかった。
第一次世界大戦、そしてロシア革命が勃発してまもないころに書かれ、1917年に上梓された第三詩集『白き群』からは、世界の動乱に呼応して宗教的な祈りや救済をテーマとした詩篇が多くなった。アフマートヴァの初期の作品の詩的空間は、ブリューソフも指摘するように個人的な愛をテーマとするためやや閉鎖的なものとならざるをえなかったが、戦争による破壊や荒廃を目にした絶望感を契機として徐々に周囲の世界へと開かれていった。
そして1918年、アフリカのライオンや第一次世界大戦の戦場、そしてパリ娘の売子たちを求めて彼女のもとを去っていったグミリョーフとの離婚が正式に決定し、アフマートヴァは優れたアッシリア学者ウラジーミル・シレイコ（Vladimir Shilejko）と再婚する。芸術家同士の結婚に失敗した傷心を、堅実な学者と結婚して家庭的な生活に入ることで癒そうと考えたためだが、シレイコは文学にはまったく関心をもたない男であった。シレイコはアフマートヴァが詩を書くこと自体を望まず、妻の原稿をサモワールの焚き付けに使ってしまうほど理解のない夫であった。アフマートヴァは思うように詩作を続けることができず寡作になってゆき、1920年には1篇の詩も書けなくなる有様であった。忍耐の限界に達したアフマートヴァは1921年に再び離婚し、サンクトペテルブルクのネフスキー通りに交差するフォンタンカ運河に面した噴水邸（Sheremetev Palaceとしても知られる）に居を移し、詩作を再開する。
この年、ニコライ・グミリョーフは反革命的宣伝文書作成という罪状で秘密警察によって銃殺された。その後スターリン体制下において多くの詩人や芸術家が処刑されることになるが、グミリョーフはその最初の一人となったのである。すでに関係を清算していたとはいえ、かつての夫であり同じアクメイストの詩人であるグミリョーフの死はアフマートヴァに衝撃を与えた。またこの一件は、やがて息子レフの将来に悪影響を及ぼすこととなる。
1920年代に入ると、現代ロシア詩における二つの対照的な潮流の担い手としてアフマートヴァとマヤコフスキーを並べて論ずる文学者が現れてきた。代表的な論考としては批評家コルネイ・チュコフスキー（Korney Chukovsky、児童文学作家としても知られる）による講演『二つのロシア』を改稿した評論『アフマートヴァとマヤコフスキー』が知られる。この評論の中でチュコフスキーは、アフマートヴァを過去の文学的伝統の継承者として、マヤコフスキーを未来の文学の開拓者として対比させ、同時代の文学を複眼的に考察した。しかし、やがて文壇も革命後の熱狂の中で政治色が増し、アフマートヴァのような詩人は旧世代に属する反革命的な存在だという論調が強まることとなる。革命前から活躍していた作家やボリシェヴィキそのものに順応しない作家にさえ寛容であったレーニンやトロツキーが死去ないし失脚してゆく中で、御用学者たちによる「愛について語るばかりで、労働についても革命的群衆についても語らないアフマートヴァの詩は反革命的である」という極論が党の公式見解となってゆき、マヤコフスキー本人も、個人的にはアフマートヴァを高く評価する一方で、芸術左翼戦線（LEF)などの公の席上では批判の声を上げるようになっていったのである。
またこのころにロシア・フォルマリズムの批評家ボリス・エイヘンバウム（Boris Eichenbaum）はアフマートヴァの詩的言語に関する論考において、日常言語的な層と聖書風の用語の層との二重性を「情熱に身を焦がす淫乱女か、あるいは神の赦しを請う修道女か」と喩えたが、この比喩はのちに文化相アンドレイ・ジダーノフによって彼女自身に対する攻撃の文句として用いられることとなった（ジダーノフ批判参照）。

### 沈黙期
1921年に第四詩集『おおばこ』を、翌1922年には『おおばこ』に革命以後の作品を加えた第五詩集『旧暦1921年』(Anno Domini MCMXXI)を発表。この二冊を最後に、アフマートヴァは長い沈黙期に入る。しかしこの沈黙はアフマートヴァが自ら筆を折ったためのものではなく、当局に強いられたものであった。『反革命的』詩人であるアフマートヴァの著書は発禁処分を受け、新しい作品を発表することもできなくなったのである。アフマートヴァの周辺でも、1925年にはエセーニンが、1930年にはマヤコフスキーがいずれも自ら命を絶ち、アフマートヴァの最もよき理解者であったマンデリシュタームもスターリンを揶揄した詩を書いたために逮捕され、ヴォロネジへ流刑に処されることとなった。そればかりか、マンデリシュタームの逮捕からほどなくして、今度はアフマートヴァの息子レフ・グミリョーフまでもがテロリスト容疑で逮捕されるという事件が起こったのである。さいわいこのときには二週間程度で釈放されたが、1938年に再逮捕され、シベリアへ流刑となった。
1925年、アフマートヴァは美術史家のニコライ・プーニン（Nikolay Punin）と再婚した。ただしこれは正式な結婚ではなく、住宅難から新しい住居を見つけることができずにいたプーニンの前妻と子供との同居という奇妙な同棲生活であった。しかしこの生活も長くは続かず、プーニンもまたレフとほぼ同時期に逮捕され、生死も定かではなくなってしまった（1953年にヴォルクタのグラーグで獄死したことが後に判明した）。
1920年代後半のアフマートヴァは、プーシキンを題材とした評論を十数篇書き残している。プーシキンもまた社会によって葬られた詩人であり、詩人と権力の関係をめぐるこれらの評論は後年専門家からも高い評価を受けている。他にも、収入の道をほぼ閉ざされていた沈黙期にはレオパルディの翻訳などを学術誌に発表することで糊口をしのいでいた。
このころからアフマートヴァは批評家であり作家でもあるリージャ・チュコフスカヤ（Lydia Chukovskaya）と親しくなる。リージャは、かつて評論『アフマートヴァとマヤコフスキー』でアフマートヴァとマヤコフスキーを比較して論じた児童文学者コルネイ・チュコフスキーの娘である。リージャはまたアフマートヴァの熱烈な愛読者でもあり、秘書のような役割をも果たすこととなった。二人を結びつけたものは文学だけでなく、リージャの夫である物理学者マトヴェイ・ブロンシテインもまたレフと同じ時期に逮捕されていたため（ブロンシテインは間もなく処刑され、1940年になってリージャはようやく死の真相を知らされた）、当時のロシアに吹き荒れていた恐怖政治の犠牲者という運命を共有していたことなどがあげられる。リージャはその日記の中でアフマートヴァと交わした文学や日常生活にまつわるさまざまな会話を克明に記しており、これは沈黙期のアフマートヴァに関するほぼ唯一にして最も詳細な記録として後年『アンナ・アフマートヴァをめぐる覚書』の題で出版されることとなった。この記録の中でとりわけ重要なのは、当時のアフマートヴァがいかにして自分の作品を誰にも知られることなく書き綴ることができたかを記した部分である。アフマートヴァとリージャは、1930年代の詩篇のすべてを暗誦し、文字には書き残さずに発禁処分が解かれる日まで頭の中に保管していたのである。アフマートヴァ個人のみならず1930年代のソ連を代表する長詩『レクイエム』はこうして記憶によって書かれた。

### 復権と再度の沈黙
1940年、なんの前触れもなく当局から詩集の刊行許可が下りる。実に17年ぶりに刊行された詩集のタイトルは『六冊の本から』で、これはアフマートヴァの過去六冊の詩集からの抜粋に新作を加えたものである。公的には存在を抹消されていた（すでに死去していると思っていた者も多かったという）詩人の新作は大きな話題を呼び、パステルナークが書簡で伝えるところによれば、書店の前の通りに行列ができるほどの売れ行きであったという。しかし、世間での好評とは関わりなく、当局から再び発禁処分が下され、図書館からも回収されてこの詩集は姿を消した。スターリンの圧政下に苦しむ人々の声を代弁した『レクイエム』の中から収録された二篇の詩が当局に目をつけられたためであるといわれている。
大祖国戦争（第二次世界大戦中の独ソ戦のこと。旧ソ連圏ではナポレオンを退けた祖国戦争にちなんでこう呼ぶ）のさなかには、レニングラード包囲戦の悪夢を目撃した彼女の愛国的な詩篇がプラウダの一面に掲載されることもあった。1944年に中央アジアへの疎開からレニングラード（現サンクトペテルブルク）へ戻ったアフマートヴァは、「私の街のふりをした恐るべき亡霊」の姿に愕然とした。
1946年8月14日、ソ連共産党中央委員会はジダーノフ批判として知られる言論弾圧を開始する。レニングラード（当時）で刊行されていた雑誌『星』と『レニングラード』の二誌を「思想の欠如した、イデオロギー的に有害な内容である」として攻撃したのである。主要執筆者であったアフマートヴァへの批判は苛烈を極め、ジダーノフはかつてボリス・エイヘンバウムが用いた「情熱に身を焦がす淫乱女か、あるいは神の赦しを請う修道女か」という比喩を歪曲し、アフマートヴァの詩は「気違いじみた女の自画像」であり、「売春と祈祷の混ぜ物」にすぎず、「青少年を害する」代物だとまでいい放った。こうしてアフマートヴァは再び長い沈黙を強いられることとなった。この時期のアフマートヴァが書くことを許されたのは、1949年にまたも逮捕された夫プーニンと息子レフの助命嘆願のための交換条件で執筆した、スターリンを賛美する詩『平和に栄光あれ』のみであった（もちろんそれですべての問題が片付くことなどありえず、プーニンは4年後に獄死した）。死を迎える1966年までの約20年にわたる沈黙の中で、『レクイエム』と同じく記憶の中で書き綴られたのが畢生の大作『ヒーローのない叙事詩』である。

### 晩年の雪解け

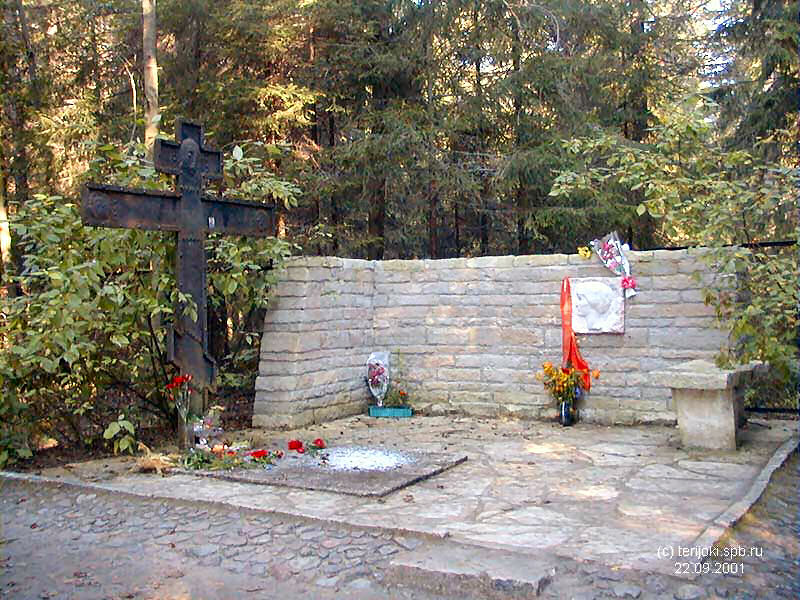
コマロヴォにあるアフマートヴァの墓標

スターリンの死（1953年）と、それに続くスターリン批判ののちは、ソ連当局もアフマートヴァの詩才を認めざるをえなかった。1958年、ようやく新しい詩集を刊行することができるようになったのである。
サンクトペテルブルク郊外のコマロヴォにある別荘にはヨシフ・ブロツキー（Joseph Brodsky）をはじめとする若い詩人たちがしばしば訪れるようになり、彼らによって、アフマートヴァの詩の精神は21世紀になってもサンクトペテルブルクの詩人たちのあいだで生き続けることとなった。また1962年には彼女の別荘をロバート・フロスト（Robert Frost）が訪れている。
晩年に革命前からの友人に会う機会を得たのが、不遇の生涯におけるささやかな幸福だったといえる。1964年にはエトナ・トルミナ賞を受賞するためにイタリアのシチリアへ、1965年にはオックスフォード大学の名誉博士号を受けるためイギリスへ行く許可を受けることができたのである。このときにはリージャ・チュコフスカヤが同行した。
1966年3月5日、心臓発作の療養のために滞在していたモスクワ郊外のサナトリウムにて、アンナ・アフマートヴァはその生涯を終えた。（76歳9ヶ月）
アフマートヴァの名声は死後ますます高まり、彼女の生誕百周年を目前に控えた1987年にはついに祖国（当時は旧ソ連）でも長らく発禁処分になっていた『レクイエム』が解禁となり、20世紀文学の記念碑的長詩がその全貌をあらわにした。
アフマートヴァが1920年代から1952年まで住んでいたサンクトペテルブルクのフォンタンカ運河に面した噴水邸（Sheremetev Palaceとしても知られる）には、アフマートヴァの記念館が建てられた。

## 著作
- 1912年『夕べ』 (Вечер)
- 1914年『数珠』 (Четки)
- 1917年『白い群』 (Белая стая)
- 1921年『おおばこ』 (Подорожник)
- 1922年『旧暦1921年』 (Anno Domini MCMXXI)
- 1940年『六冊の本から』 (Из шести книг)
- 1943年 Избранное Стихи
- 1946年『詩　1909 - 1945年』 ただし廃棄処分された
- 1958年『詩　1909 - 1957年』 (Стихотворения)
- 1961年『詩　1909 - 1960年』 (Стихотворения 1909-1960)
- Poem ohne Held (Поэмa без героя, 1963)
- 1963年『レクイエム』 (Реквием) 海賊版としてミュンヘンで出版。ソ連本国での出版は1987年
- 1965年『時の疾走』 (Бег времени)

## 日本語訳
- 『ジュニア版 世界の詩人 ロシア・ソビエト』　草鹿外吉、さ・え・ら書房、1972年
- 『アフマートヴァ詩集－白い群れ・主の年』　木下晴世訳、群像社、2003年
- 『夕べ　ヴェーチェル』 工藤正廣訳、未知谷、2009年
- 『レクイエム』木下晴世訳、群像社、2017年